# Inishdalla
Inishdalla är en ö i republiken Irland.   Den ligger i grevskapet County Galway och provinsen Connacht, i den nordvästra delen av landet, 250 km väster om huvudstaden Dublin. Arean är 0,22 kvadratkilometer.
Terrängen på Inishdalla är platt. Öns högsta punkt är 14 meter över havet. Den sträcker sig 0,5 kilometer i nord-sydlig riktning, och 0,7 kilometer i öst-västlig riktning.